# 해럴드 레이미스
해럴드 앨런 레이미스(영어: Harold Allen Ramis, 1944년 11월 21일 ~ 2014년 2월 24일)는 미국의 배우, 영화 각본가, 영화 감독이다. 배우로서는 《고스트버스터즈》 시리즈의 이곤 스펭글러 역으로 잘 알려져 있으며, 직접 연출한 대표적인 작품으로는 《사랑의 블랙홀》(1993)이 있다. 그의 영화들은 이후 제이 로치, 애덤 샌들러 등의 코미디 영화인들에게 큰 영향을 주었다.

## 작품 목록

### 감독
- 캐디쉑 (1980)
- 휴가 대소동 (1983)
- 지상의 낙원 (1986)
- 사랑의 블랙홀 (1993) - 신경과 전문의 역
- 해결사 스튜어트 (1995)
- 멀티플리시티 (1996)
- 애널라이즈 디스 (1999)
- 일곱가지 유혹 (2000)
- 애널라이즈 댓 (2002)
- 아이스 하베스트 (2005)
- 서기 1년 (2009)
- 고스트버스터즈 라이즈 (2020) (공동각본)